# Giovanni Maria d'Alessandro
Giovanni Maria d'Alessandro di Pescolanciano (Napoli, 19 maggio 1824 – Napoli, 8 gennaio 1910) è stato un politico, archeologo e militare italiano.
Tredicesimo barone ed ottavo duca di Pescolanciano, nobile del Regno delle Due Sicilie e legittimista borbonico, è stato protagonista di diversi eventi di ribellione anti-unitaria, tra cui la rivolta di Isernia.

## Biografia

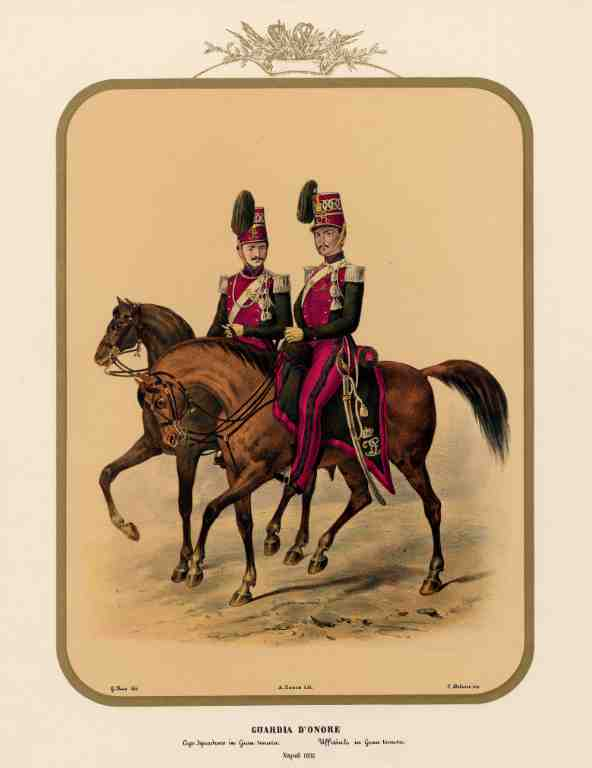
Guardia d'Onore in gran tenuta: Capo squadrone e ufficiale (1853)

Proveniente da una nobile famiglia napoletana del Sedile di Porto, che aveva dato, tra gli altri, nel XV secolo il giureconsulto umanista Alessandro e il diplomatico Antonio, sposò il 22 aprile 1850 Anna Maria Ruggiero. Ebbe nel corso degli anni una serie di importanti incarichi ed onorificenze nell'ambito della provincia di Molise, tra cui quelli di capo plotone della guardia cittadina (1847) (la quale dipendeva direttamente da Leopoldo di Borbone-Due Sicilie), consigliere provinciale per Campobasso (1851), capo plotone della regia Guardia d'Onore del Contado di Molise (1854) e successivamente capo squadrone (1855).
Nel 1857 ebbe l'incarico di Sovrintendente Regio per l'area archeologica di Pietrabbondante, dove riuscì a far emergere l'antico teatro sannita. Ottenne l'intervento in zona del famoso classicista tedesco Theodor Mommsen, su invito del re Ferdinando II. Fu nominato ispettore dei regi scavi del Distretto di Isernia, ottenendo nel 1858 l'onorificenza delle "chiavi d'oro"; nello stesso anno fu nominato presidente del consiglio per il distretto d'Isernia.
Il 19 febbraio 1860 fu insignito del titolo di Balì Cavaliere di Gran Croce dell'Ordine costantiniano di San Giorgio, una delle massime onorificenze del Regno delle Due Sicilie.

## Attività militari
A seguito dell'invasione del Regno delle Due Sicilie da parte dell'esercito piemontese nell'ottobre 1860, il duca d'Alessandro lasciò la famiglia e i propri beni per organizzare moti legittimisti nella regione, dove il 28 settembre era scoppiata la rivolta di Isernia. La città, nodo strategico di comunicazione sia per Gaeta, da dove si organizzava l'estrema difesa del regno, che per L'Aquila, era insorta contro le forze liberali filo-sabaude, con l'appoggio morale del vescovo Saladino. Durante gli scontri di Isernia fu in particolare linciato Raffaele Falciari, addetto municipale alla distribuzione del grano, il quale era accusato dai rivoltosi di aver usato il suo potere per abusare di donne del circondario. Fu inoltre assaltato e incendiato il palazzo del deputato liberale Stefano Jadopi, accusato dai rivoltosi di aver usurpato numerosi terreni dell'agro isernino, e negli scontri trovò la morte suo figlio Francesco.
Il duca fu a Isernia tra il 2 e il 3 ottobre, e qui il suo segretario Giacomo Cece preparò un incontro con i legittimisti Melogi, De Lellis e monsignor Saladino per preparare la “controrivoluzione” in Molise. Con l'appoggio di altri aristocratici locali, tra cui Teodoro Salzillo, di militari borbonici e di gruppi numerosi di abitanti, d'Alessandro contribuì alla riconquista delle città di Pontecorvo, Sora, Venafro, Teano e di tutti i comuni vicini a Pescolanciano (Pietrabbondante, Chiauci, Carovilli, Civitanova del Sannio), già suoi feudi.
Nel frattempo, la rivolta isernina fu emulata da numerosi centri molisani e il duca stabilì in questo periodo forti legami con il comandante borbonico Kleischt (meglio noto come Lagrange). Secondo i piani, quest'ultimo avrebbe dovuto intervenire con un forte gruppo di insorti negli episodi suddetti e, passando per Isernia, ricongiungersi a nord con le truppe comandate dal generale Scotti Douglas, per poi procedere alla riconquista degli Abruzzi.
Le attività del duca divennero presto note al governatore sabaudo della provincia di Molise Nicola De Luca, il quale nell'autunno 1860 telegrafò al Ministero della polizia di Napoli:
(Nicola De Luca, governatore della provincia di Principato Ultra)
Con la battaglia del Macerone e la cattura del generale Scotti Douglas i piani di controffensiva legittimista verso gli Abruzzi furono vanificati. Dopo la sconfitta borbonica nella battaglia del Volturno e la successiva resa della fortezza di Gaeta, il duca d'Alessandro si ritrovò isolato in Molise e fu costretto a lasciare la zona, rifugiandosi prima a Tauro e quindi seguendo il re Francesco II nell'esilio di Roma. Qui apprese della caduta della fortezza di Civitella del Tronto, cinta nell'assedio del 1860-1861, ultimo baluardo delle Due Sicilie, avvenuta il 20 marzo 1861.

## Attività postunitarie

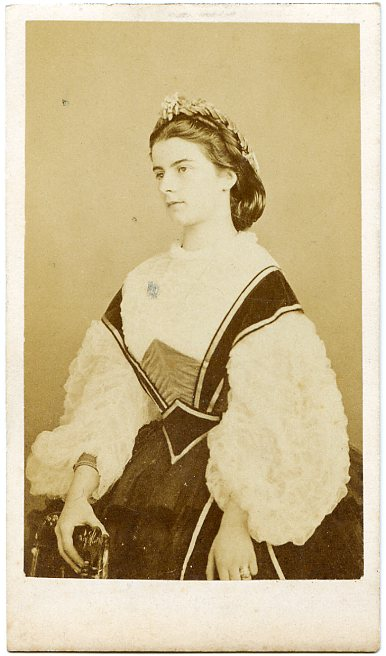
Maria Sofia di Baviera, regina del regno delle Due Sicilie

Nonostante la caduta delle Due Sicilie, d'Alessandro mantenne come proprio obiettivo quello di fomentare moti di rivolta legittimista in Molise. In quest'ambito, fece affiggere a più riprese nei territori dei suoi ex feudi manifesti con lo stemma della propria famiglia, nei quali si inneggiava al ritorno di Francesco II. L'opera di sollevazione conseguì un certo successo, dato che presto il Molise fu una delle provincie maggiormente interessate dal fenomeno del brigantaggio.  Già nell'autunno del 1862 la prefettura della provincia di Molise segnalava alle autorità centrali la presenza di circa 213 briganti.
Tornato a Napoli nel 1865 dall'esilio romano, il duca fu inserito nella lista dei sorvegliati speciali in quanto sicuro sostenitore del passato regime. I legami con la dinastia borbonica rimasero sicuramente forti nel tempo, tanto che lo stesso Francesco II gli scrisse nel 1892 una lettera di condoglianze in occasione della morte della moglie.
Isolatosi dalla vita sociale del nuovo stato, tra il 1890 ed il 1892 subì il progressivo esproprio dei beni di famiglia presenti in Molise e a Napoli.
Dopo la morte di Francesco II, avvenuta nel 1894, il duca d'Alessandro divenne assiduo corrispondente della deposta regina Maria Sofia, per la quale pare svolgesse missioni segrete. Costantemente sorvegliato dalla polizia durante i governi Crispi e Giolitti, rimase sempre libero, mancando prove certe per un suo arresto in quanto attivista filoborbonico.
In questo stesso periodo iniziarono a sorgere circoli legittimisti clandestini, cui aderivano generalmente aristocratici ed esponenti della piccola e alta borghesia, la cui nascita era soprattutto legata al crescente processo di piemontesizzazione ed allo scoppio della cosiddetta questione meridionale. Tali circoli ebbero un forte legame con i deposti sovrani delle Due Sicilie, e successivamente con il principe Alfonso conte di Caserta.